# Bojová videohra

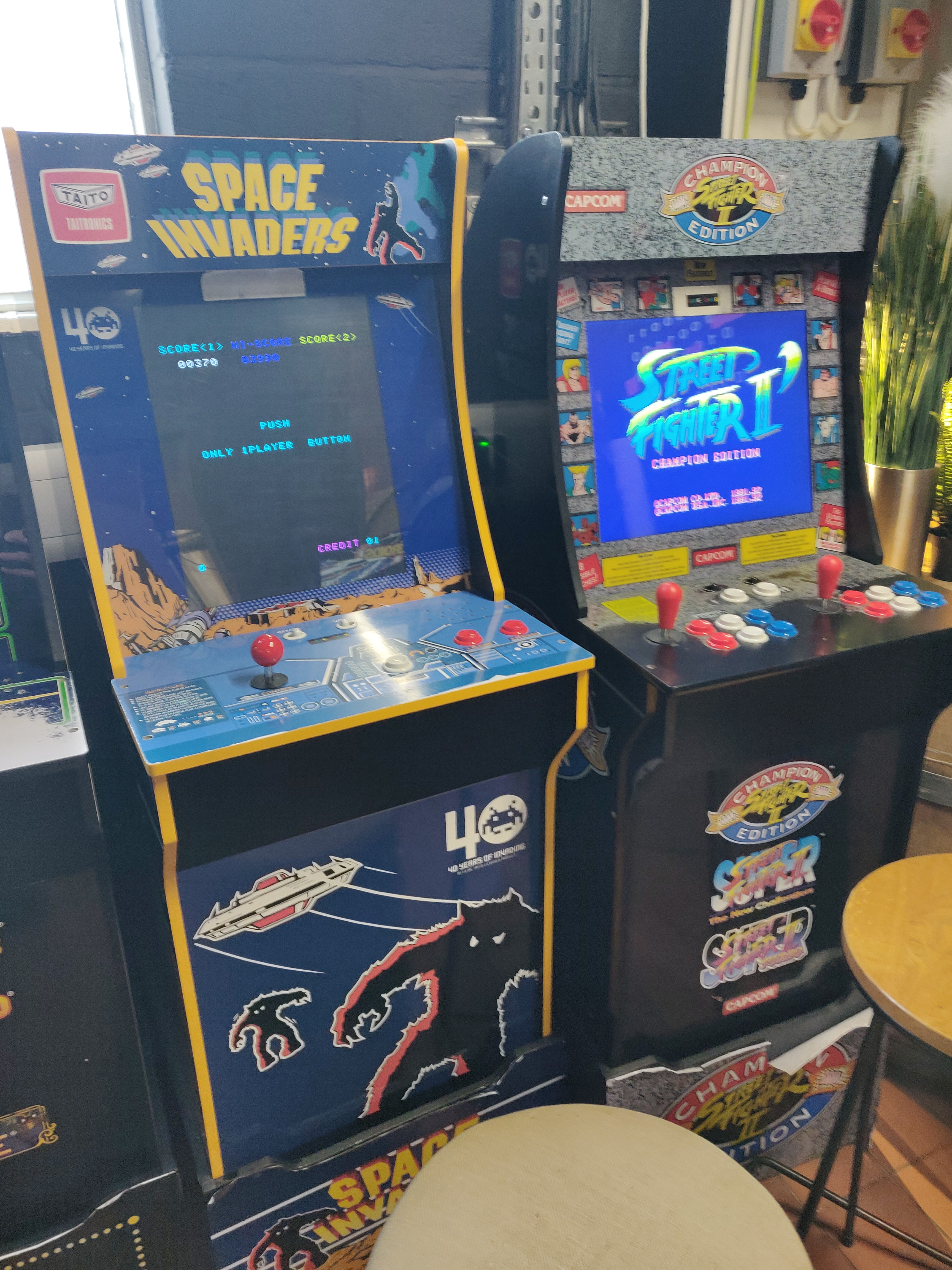
Videoherní automat

Bojová videohra je videoherní žánr, který zahrnuje boj dvou a více postav mezi sebou, běžně souboj počítače s člověkem. V závislosti na hře může hráčská postava bojovat pomocí úderů, kopů a chvatů, používat protiútoky a řetězení útoků, stejně jako bojovat pomocí zbraní na blízko, magických dovedností a bojových umění.
Ve většině videoher protivníci bojují do ztráty všech životů.
Podžánr bojových her zahrnuje hry typu beat 'em up, ve kterých se hráč pohybuje po otevřeném světě a musí porážet o dost více protivníků. V tomto stylu se odehrávají například hry ze série Batman.
Mezi nejoblíbenější hry tohoto žánru patří série Mortal Kombat, Street Fighter a Tekken. Z historicky prvních titulů stojí za zmínku například International Karate a International Karate +, ve kterých je méně kouzel a důraz je kladen především na sport.